# Qeqqata

Lägeskarta

Kommunens vapen

Qeqqata (Qeqqata Kommunia) är en av Grönlands fem kommuner. Kommunen ligger på öns mellersta västra del.

## Geografi
Kommunen har en yta på cirka 97 000 km² med cirka 9 500 invånare. Befolkningstätheten är cirka 0,1 invånare/km².
Kommunen inrättades 2009 då kommunerna Maniitsoq och Sisimiut slogs ihop.
Grönlands största flygplats Kangerlussuaq flygplats (Mittarfik Kangerlussuaq) ligger inom kommunen.
Området Aasivissuit-Nipisat som upptogs på Unescos världsarvslista 2018 ligger kring Nipisatön sydväst om Sisimiut.

## Förvaltning
Kommunens ISO 3166-2 kod är GL-QE och huvudort är Sisimiut. Kommunen är ytterligare underdelad i två städer (byer) och sex områden (bygder).

### Städer och bygder i kommunen
- Atammik
- Itilleq
- Kangaamiut
- Kangerlussuaq
- Napasoq
- Maniitsoq (stad)
- Mourisaq
- Sarfannguit

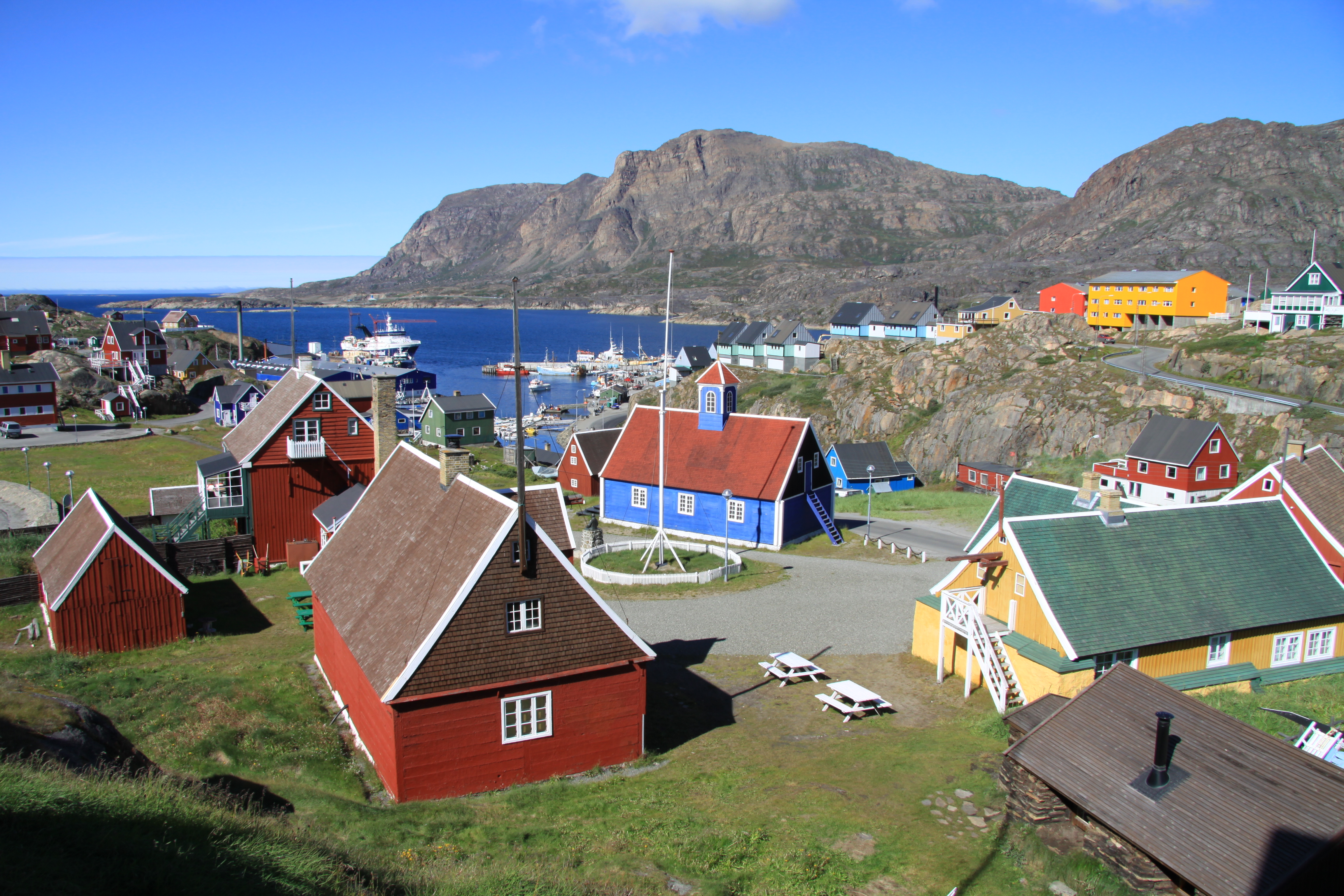
Vy över Sisimiut

- Sisimiut (stad, danska Holsteinsborg)